# Captain America: Návrat prvního Avengera
Captain America: Návrat prvního Avengera (v anglickém originále Captain America: The Winter Soldier) je americký akční film z roku 2014, který natočili režiséři Anthony a Joe Russoovi podle komiksů o Captainu Amerikovi. V titulní roli Steva Rogerse, jenž jako supervoják Kapitán Amerika musí čelit rozvratu své mateřské agentury S.H.I.E.L.D. i záhadnému útočníkovi, se představil Chris Evans, který si tuto postavu zahrál i v předchozím snímku Captain America: První Avenger (2011) a navazujícím filmu Captain America: Občanská válka (2016). Jedná se o devátý celovečerní snímek filmové série Marvel Cinematic Universe.

## Příběh
Dva roky po bitvě o New York žije Steve Rogers ve Washingtonu, kde pracuje pro špionážní agenturu S.H.I.E.L.D. vedenou ředitelem Nickem Furym a kde se snaží začlenit do života v současnosti. Společně s agentkou Natašou Romanovovou a protiteroristickým týmem S.T.R.I.K.E., jehož velitelem je agent Rumlow, je poslán na tajnou akci, jejímž cílem je osvobodit rukojmí zadržovaná Georgesem Batrocem a jeho žoldáky na lodi S.H.I.E.L.D.u. Během mise Kapitán Amerika zjistí, že Romanovová má jiný úkol: získat z lodních počítačů data pro Furyho. Po skončení akce se Rogers vrátí do Triskelionu, ústředí agentury, kde se setká s Furym, jenž ho informuje o projektu Insight – třech nových helicarrierech, propojených se špionážními satelity tak, aby mohly preventivně eliminovat hrozby. Ředitel ale nedokáže dešifrovat data od Romanovové, což v něm vzbudí podezření a požádá tajemníka S.H.I.E.L.D.u Alexandera Pierce o pozdržení projektu.
Během cesty na setkání s agentkou Marií Hillovou je Fury přepaden útočníky, které vede záhadný atentátník Winter Soldier. Ředitel dokáže uniknout a dostane se do Rogersova bytu, kde kapitána varuje, že S.H.I.E.L.D. není bezpečný. Poté, co mu předá flash disk s daty z lodi, je střelen Winter Soldierem a během operace zemře. Další den Pierce předvolá do Triskelionu Rogerse, avšak tajemník z něj žádné Furyho informace nedostane a proto jej označí za zběha. Rogers, s týmem S.T.R.I.K.E. v patách, se setká s Romanovovou a s pomocí dat na flash disku objeví tajný bunkr S.H.I.E.L.D.u v New Jersey, kde aktivují superpočítač obsahující zachované vědomí nacistického vědce Arnima Zoly. Zola jim odhalí, že již od té doby, co byl S.H.I.E.L.D. po druhé světové válce založen, operuje v jeho řadách tajná nacistická organizace Hydra, jejímž cílem je vyvolat globální chaos a přimět tak lidstvo, aby se dobrovolně vzdalo svobody výměnou za bezpečí. Oba agenti jen těsně uniknou smrti, neboť S.H.I.E.L.D. na bunkr vypustil raketu, která jej zničí. Dvojice si uvědomí, že právě Pierce je vůdcem Hydry uvnitř agentury.
Rogers a Romanovová přijmou pomoc od bývalého parazáchranáře amerického letectva Sama Wilsona, který se s Rogersem spřátelil a který disponuje batohem se skládacími křídly. Vyvodí si, že jedním z členů Hydry je i agent Jasper Sitwell. Donutí ho prozradit, že Zola vyvinul algoritmus, pomocí kterého může identifikovat člověka, jenž by mohl být v budoucnu hrozbou pro plány Hydry. Helicarriery projektu Insight by pak mohly po celé Zemi svými zbraněmi, které jsou satelitně naváděny, miliony takových jedinců jednoduše odstranit. Sitwella poté zabije Winter Soldier, který zaútočí i na Rogerse, Romanovovou a Wilsona. Během souboje pozná Rogers v útočníkovi Buckyho Barnese, svého kamaráda, který byl za druhé světové války zajat a podroben experimentům a který měl později zahynout v akci. Hillová pomůže trojici uniknout a zavede je do tajného útočiště, kde naleznou Furyho, jenž svoji smrt pouze fingoval. Ředitel zde na ně čeká s plánem na sabotáž helicarrierů, které mají být zanedlouho vypuštěny ze svých doků.
Po příjezdu členů Světové bezpečnostní rady při příležitosti vypuštění helicarrierů začne Rogers dálkově vysílat každému v Triskelionu informace o plánu Hydry. Romanovová, přestrojená za členku Rady, odzbrojí Pierce. Dorazí také Fury a donutí tajemníka odemknout agenturní databázi, takže Romanovová může proniknout k utajovaným informacím, aby veřejnosti odhalila Hydru. V souboji zabije Fury Pierce, zatímco Rogers a Wilson vtrhnou na dva helicarriery, kterým vymění ovládací čipy. Objeví se Winter Soldier, který zničí Wilsonův oblek a na třetí lodi se utká s Rogersem. Ten se mu ubrání a nahradí i poslední čip, což umožní Hillové převzít řízení nad všemi třemi helicarriery a navzájem je zničit. Kapitán se pokusí znovu navázat přátelství s Barnesem a odmítne s ním dále bojovat, nicméně poničená a padající loď vrazí do Triskelionu, při čemž je Rogers odhozen do řeky Potomac. Winter Soldier jej zachrání vytažením na břeh a ještě než se kapitán probere z bezvědomí, zmizí pryč. Agentura S.H.I.E.L.D. se téměř rozložena, Romanovová vypovídá před senátním podvýborem, Hillová se nechá zaměstnat ve firmě Tonyho Starka a Fury, o kterém si skoro všichni myslí, že zemřel, zamíří do východní Evropy, aby zlikvidoval zbývající buňky Hydry. Rogers a Wilson se rozhodnou hledat Winter Soldiera a Rumlowa, ve skutečnosti dvojitý agent Hydry, je po zničení Triskelionu hospitalizován.
Baron Wolfgang von Strucker v jedné z laboratoří Hydry prohlásí, že nastal „věk zázraků“. Jeho vědci totiž zkoumají Lokiho energetické žezlo a dva vězně – dvojčata: muže s nadlidskou rychlostí a ženu s telekinetickými schopnostmi. Ve Washingtonu mezitím navštíví Winter Soldier v civilním oděvu Buckyho památník ve Smithonově institutu.

## Obsazení

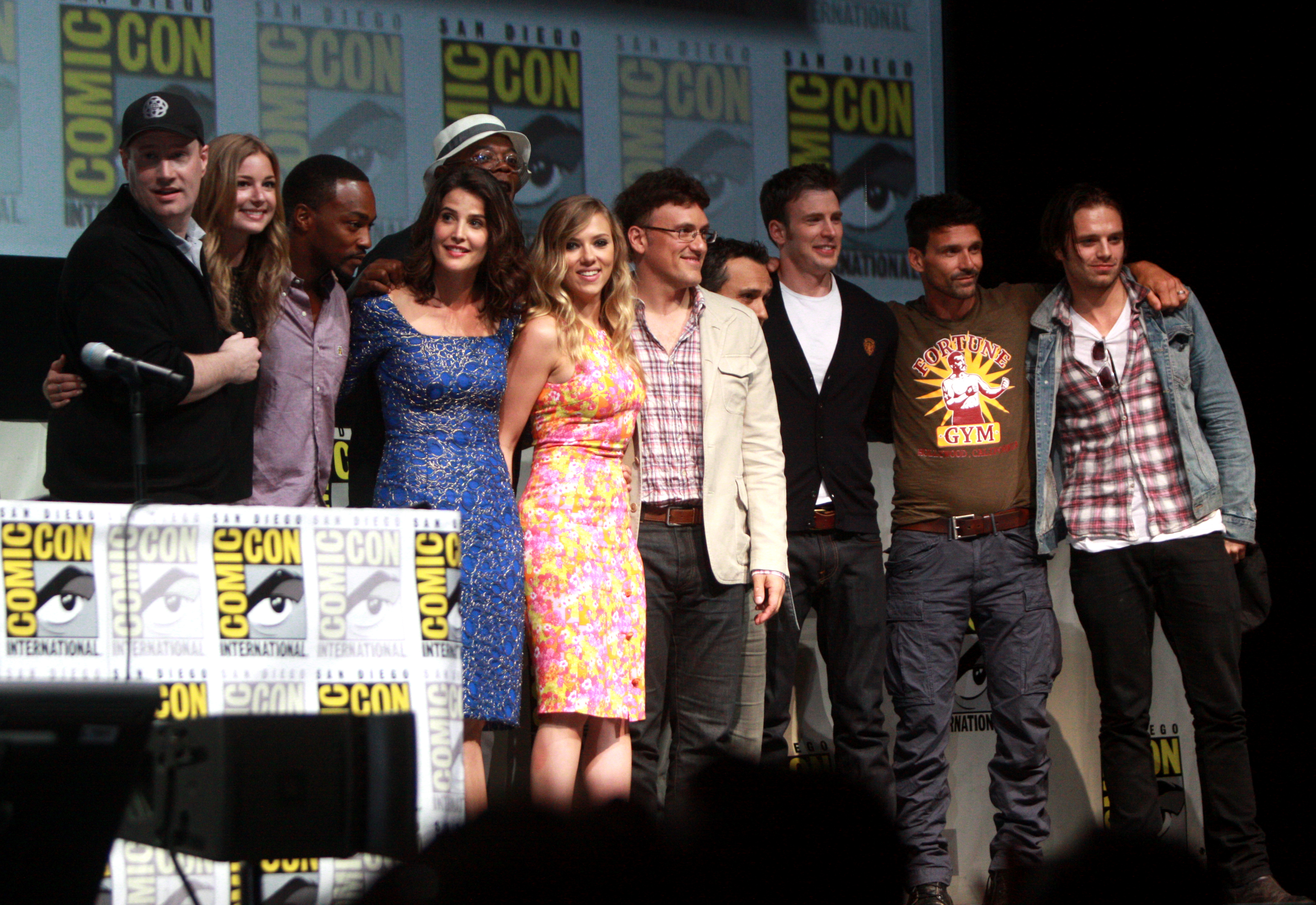
Herci a členové štábu filmu Captain America: Návrat prvního Avengera na Comic-Conu 2013. Zleva: producent Feige, VanCampová, Mackie, Smuldersová, Jackson, Johanssonová, režiséři Russoové, Evans, Grillo a Stan.

- Chris Evans (český dabing: Libor Bouček) jako Steve Rogers / Kapitán Amerika (v originále Captain America)
- Scarlett Johanssonová (český dabing: Jitka Moučková) jako agentka Nataša Romanovová / Black Widow (v originále Natasha Romanoff)
- Sebastian Stan (český dabing: Filip Jančík) jako James „Bucky“ Barnes / Winter Soldier
- Anthony Mackie (český dabing: Michal Holán) jako Sam Wilson / Falcon
- Cobie Smuldersová (český dabing: Tereza Chudobová) jako agentka Maria Hillová
- Frank Grillo (český dabing: Marek Holý) jako Brock Rumlow
- Emily VanCampová (český dabing: Jolana Smyčková) jako Sharon Carterová / agent 13
- Hayley Atwellová (český dabing: Kateřina Petrová) jako Peggy Carterová
- Toby Jones (český dabing: Václav Knop) jako doktor Arnim Zola
- Jenny Agutterová (český dabing: ?) jako členka Světové bezpečnostní rady
- Maximiliano Hernandez (český dabing: Jiří Valšuba) jako agent Jasper Sitwell
- Georges St-Pierre (český dabing: ?) jako Georges Batroc
- Callan Mulvey (český dabing: ?) jako Jack Rollins
- Alan Dale (český dabing: ?) jako člen Světové bezpečnostní rady
- Chin Han (český dabing: ?) jako člen Světové bezpečnostní rady
- Bernard White (český dabing: ?) jako člen Světové bezpečnostní rady
- Robert Redford (český dabing: Jiří Štěpnička) jako Alexander Pierce
- Samuel L. Jackson (český dabing: Pavel Rímský) jako ředitel Nick Fury

V dalších rolích se představili také Garry Shandling (senátor Stern), Danny Pudi (technik S.H.I.E.L.D.u) a Gary Sinise (hlas vypravěče ve Smithonově institutu). V cameo rolích se ve filmu objevili i Ed Brubaker (vědec pracující na projektu Winter Soldier), Joe Russo (doktor), Christopher Markus, Stephen McFeely (oba dva jako vyšetřovatelé S.H.I.E.L.D.u), Joss Whedon (návštěvník ve Smithonově institutu), Thomas Kretschmann (baron Wolfgang von Strucker), Henry Goodman (doktor List), Elizabeth Olsenová (Scarlet Witch), Aaron Taylor-Johnson (Quicksilver) a Stan Lee (strážný ve Smithonově institutu).

## Produkce

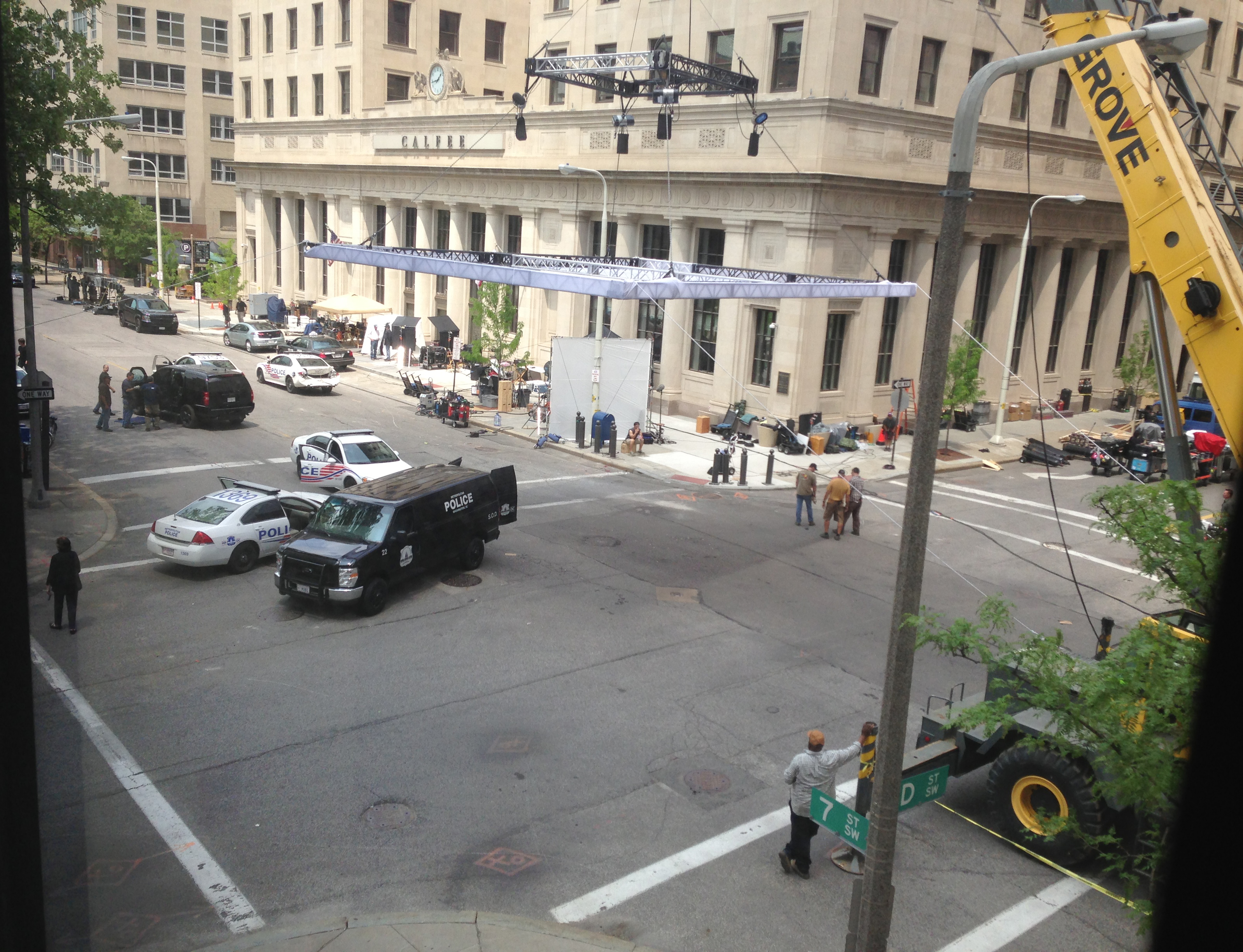
Natáčení filmu v Clevelandu

V dubnu 2011, ještě před premiérou snímku Captain America: První Avenger, oznámili scenáristé Christopher Markus a Stephen McFeely, že je Marvel Studios najalo pro napsání scénáře sequelu. Jejich skript využil dějovou linii komiksu z let 2006–2011 o Winter Soldierovi, jejímž autorem je Ed Brubaker. O rok později bylo datum vydání filmu určeno na duben 2014. V létě 2012 se režiséry připravovaného snímku stali bratři Anthony a Joe Russoovi. Potvrzování herců z předešlých filmů a obsazování nových rolí začalo již v letních měsících toho roku a pokračovalo až do následujícího jara, kdy byli obsazení také Georges St-Pierre a Robert Redford.
Natáčení snímku s rozpočtem 170 milionů dolarů probíhalo od dubna do července 2013. Dotáčky se uskutečnily během prosince 2013 a ledna 2014. Mezititulkovou scénu napsal a režíroval Joss Whedon.

## Vydání
Světová premiéra filmu Captain America: Návrat prvního Avengera proběhla v hollywoodském kině El Capitan Theatre 13. března 2014. Do kin byl uváděn od 26. března téhož roku, přičemž v ČR se v kinodistribuci objevil 3. dubna a v USA 4. dubna 2014.

## Přijetí

### Tržby
V Severní Americe, kde byl promítán v 3938 kinech, utržil snímek 259 766 572 dolarů, v ostatních zemích dalších 454 654 931 dolarů. Celosvětové tržby tak dosáhly 714 421 503 dolarů.
V České republice byl film uveden distribuční společností Falcon v 67 kinech. Za první víkend snímek utržil 5,6 milionů korun při návštěvnosti 36 862 diváků, celkově 19,3 milionů korun při návštěvností 132 338 diváků.

### Filmová kritika
Server Kinobox.cz na základě vyhodnocení 25 recenzí z českých internetových stránek ohodnotil film Captain America: Návrat prvního Avengera 77 %. Server Rotten Tomatoes udělil snímku známku 7,6/10 a to na základě 266 recenzí (z toho 236 jich bylo spokojených, tj. 89 %). Od serveru Metacritic získal film, podle 47 recenzí, celkem 70 ze 100 bodů.

### Ocenění
Snímek byl nominován na Oscara v kategorii Nejlepších vizuální efekty a na jedenáct žánrových cen Saturn (včetně kategorie Nejlepší komiksový film).

### Navazující filmy
Díky komerčnímu úspěchu snímku byl v roce 2016 uveden do kin filmový sequel Captain America: Občanská válka, který je rovněž součástí série Marvel Cinematic Universe (MCU). Titulní roli si v něm zopakoval Chris Evans, který se jako Kapitán Amerika objevil i v některých dalších celovečerních filmech MCU.